# Polykrates fra Efesos
Polykrates fra Efesos (født ca. 130, død 196) var en tidlig kristen biskop, der boede i Efesos.
Polykrates "tilhørte en familie, hvor han var den ottende kristne biskop, og han præsiderede over Efesos-kirken, hvor Johannes-traditionerne stadig var friske i mænds minde på tidspunktet for hans fødsel. Han havde utvivlsomt kendt Polykarp og Irenæus. Han synes at have præsideret over en synode for asiatiske biskopper (år 196), som blev sammenkaldt for at overveje spørgsmålet om påskefesten. Det er bemærkelsesværdigt, at ingen tvivlede på, at det blev holdt af en kristen og apostolisk ordinans."
Polykrates er bedst kendt for hans brev rettet til pave Viktor I, biskop i Rom, som forsøgte at nå til enighed om den rette dato for at fejre påske.
Kirkehistorikeren Eusebius skrev:
"Der opstod et spørgsmål af ikke ringe betydning på det tidspunkt. For alle Asiens sogne, som, fra en ældre tradition, fastslog, at månens fjortende dag, på hvilken dag jøderne blev befalet at ofre lammet, skulle overholdes som Frelserens påskefødselsdag ... Men det var ikke kirkernes sædvaner i resten af verden ... Men Asiens biskopper, ledet af Polykrates, besluttede at holde fast ved den gamle skik, de havde arvet. Han selv skrev i et brev, som han adresserede til Victor og kirken i Rom, de følgende ord om den tradition, der var nedarvet til ham."
Her er hvad Eusebius anfører, at Polykrates skrev:
"Vi observerer den nøjagtige dag; hverken føjer til eller tager væk. For i Asien er også store Lys indsovet, som skal genopstå på Herrens Dag, da han kommer med Ære fra Himmelen og skal søge alle de hellige. Blandt disse er Filip, en af de tolv apostle, som indsov i Hierapolis; og hans to gamle jomfruelige døtre og en anden datter, som levede i Helligånden og nu hviler i Efesos; og i øvrigt Johannes, der var både vidne og lærer, der tilbagekaldtes på Herrens barmhjertighed, og da han var præst, bar ordinationens plade. Han indsov i Efesos. Og Polykarp i Smyrna, som var en biskop og martyr; og Thraseas, biskop og martyr fra Eumeneia, som indsov i Smyrna. Hvorfor skal jeg nævne biskoppen og martyr Sagaris, som indsov i Laodicea, eller den velsignede Papirius eller Melito eunukken, der levede helt i Helligånden, og som ligger i Sardis, og venter på biskopembedet fra himlen, når han skal rejse sig fra døden? Alle disse respekterede i overensstemmelse med evangeliet den fjortende dag af påsken og afvigende uden respekt, men efter troens regel. Og jeg, Polykrates, det mindste af jer alle, gør i overensstemmelse med mine familiemedlemmers tradition, nogle af dem jeg har nøje fulgt. For syv af mine slægtninge var biskopper, og jeg er den ottende. Og mine slægtninge overværede altid den dag, da folkene lagde surdejen væk. Derfor, brødre, der har levet femogtredive år i Herren, og har mødt med brødrene over hele verden og gennemgået hver Hellig Skrift, frygter ikke frygtelige ord. For dem, der er større end jeg, har sagt: "Vi skulle adlyde Gud snarere end mennesket". Jeg kunne nævne de biskopper, der var til stede, som jeg kaldte efter dit ønske; hvis navne, hvis jeg skrev dem, ville de udgøre en stor skare. Og de, der så min lidenhed, gav deres samtykke til brevet, idet jeg vidste, at jeg ikke bar mine grå hår forgæves, men altid havde ladet mit liv styre af Herren Jesus."
Pave Victor forsøgte at afskære Polykrates og andre fra fællesskabet for at indtage denne holdning, men ændrede senere sin beslutning efter, at Irenaeus og andre havde blandet sig. Det er uklart, hvad der skete med Polykrates efter, at han havde skrevet sit brev.
Polykrates' brev er blevet anvendt til støtte for argumentet om, at kirkerne i Lilleasien accepterede biskoppernes myndighed i Rom.